# Piesma maculatum

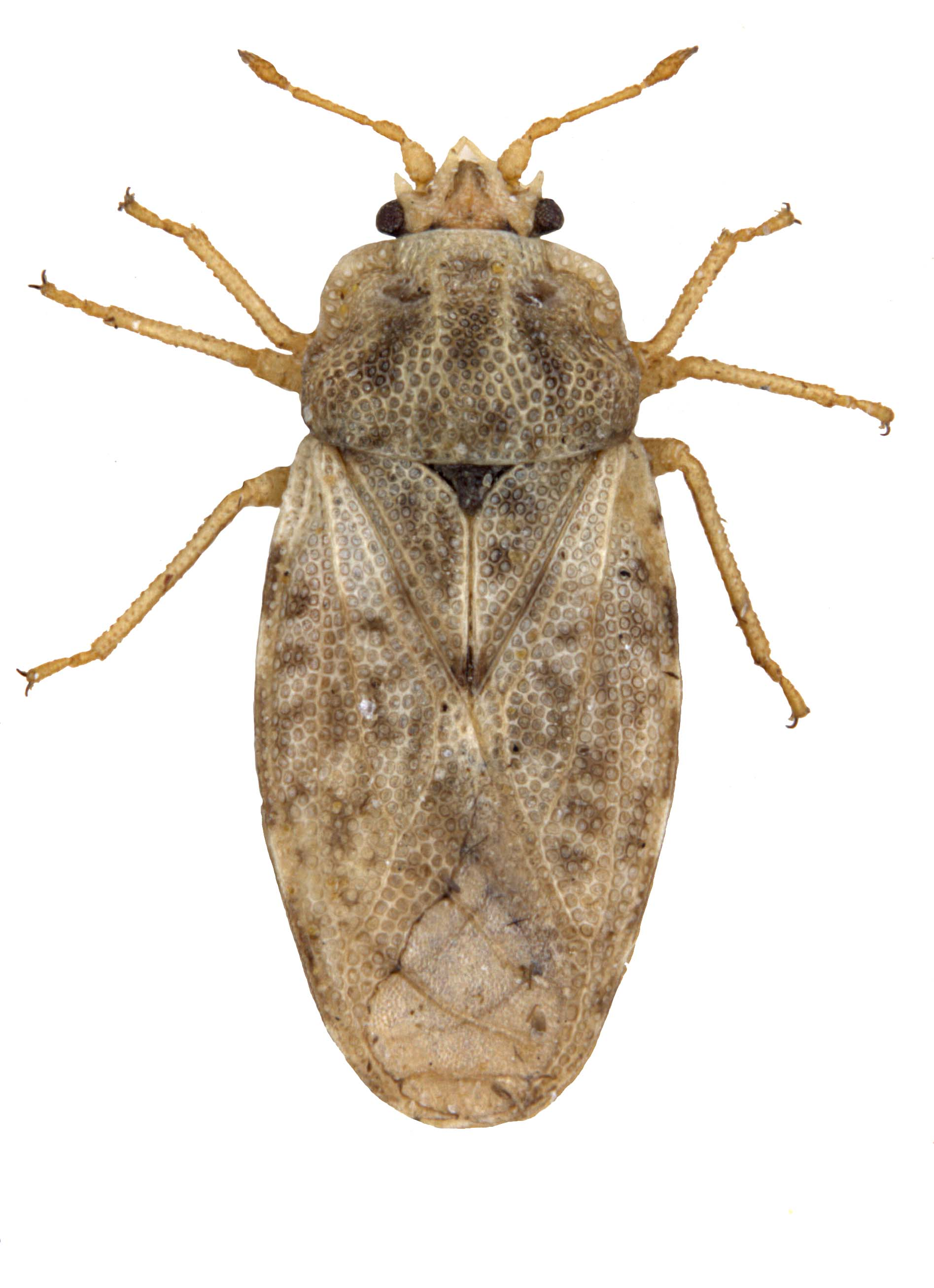
Piesma maculatum, Habitus, specimen in Zoologische Staatssammlung München, Foto: Marianne Müller

Piesma maculatum, auch Gefleckte Meldenwanze genannt, ist eine Wanze aus der Familie der Meldenwanzen (Piesmatidae).

## Merkmale
Die Wanzen werden 2,3 bis 3,1 Millimeter lang. Die Art kann man von Parapiesma quadratum durch die Form des Pronotums unterscheiden: die Seitenränder haben eine deutlich erkennbare Einkerbung, die der ähnlichen Art fehlt. Die Tiere haben häufiger voll entwickelte (makroptere), seltener verkürzte (brachyptere) Flügel.

## Verbreitung und Lebensraum
Die Art ist von Nordafrika bis in den Süden Skandinaviens und den Süden der Britischen Inseln sowie östlich über die Schwarzmeerregion und Zentralasien bis China und Japan verbreitet. In Mitteleuropa ist sie weit verbreitet und meistens die häufigste Art der Familie. In Großbritannien ist sie in England und Wales weit verbreitet, ist aber im Süden häufiger. Besiedelt werden verschiedene Lebensräume, die trocken bis sehr feucht sein können.

## Lebensweise
Die Tiere leben wie Piesma capitatum an Fuchsschwanzgewächsen (Chenopodiaceae), besonders Melden (Atriplex) und Gänsefüßen (Chenopodium). Auf der Suche nach geeigneten Überwinterungsorten fliegen die makropteren Tiere häufig über weite strecken. Sie überwintern in trockener  Bodenstreu, in Holzspalten oder unter loser Rinde. Die Tiere fliegen auch im Frühjahr bei der Suche nach Nahrungspflanzen. Dabei findet man sie auch in für sie komplett untypischen Lebensräumen, wie etwa Hochmooren. Die Entwicklung verläuft gleich wie bei Piesma capitatum: Die Paarung und Eiablage erfolgt im April und Mai, ab Juni treten bereits die adulten Tiere der neuen Generation auf, die sich nochmal im Herbst vollständig reproduziert.

## Belege